# Gerd Wischnewski
Gerd Wischnewski (* 1930) ist ein deutscher Aikidōka.
Wischnewski war in den 1960er Jahren durch seine Kenntnisse in verschiedenen Disziplinen des Budō hervorgetreten und gehörte ab 1965 zur ersten Generation von Lehrern des Aikidō in Deutschland. Er verfügte damals über den 2. Dan im Aikidō, 2. Dan im Jūdō, 2. Dan im Kendō, 1. Dan im Karate und wurde als der „Samurai mit den blauen Augen“ bezeichnet. Später wurde ihm der 3. Dan im Aikidō verliehen.
Seinen Weg in die japanischen Kampfkünste hatte Wischnewski während der 1950er Jahre im Jūdō begonnen. 1963 ging er für drei Jahre nach Japan, um auch andere Disziplinen zu erlernen. Aikidō erlernte er in Tokio bei Ō-Sensei Ueshiba Morihei, der ihm den 2. Dan verlieh, Karate bei Masatoshi Nakayama und Kendō bei Kawaguchi Toshihiko. Sein Studium des Budō in Japan charakterisierte er so: „Ich lebte wie ein Japaner und vertiefte mich ganz in mein Studium“.
Zurück in Deutschland lehrte Wischnewski Aikidō und Kendō zunächst im Jūdō-Club Wiesbaden sowie später im Deutschen Jūdō-Bund und verfasste mit dem 1969 erschienenen Buch Aikidō – Modernste japanische Selbstverteidigung das erste Lehrbuch für Aikidō in deutscher Sprache. Von 1966 an war er des Weiteren technischer Leiter der Aikidō-Kommission im Deutschen Jūdō-Bund und Mitglied des Deutschen Dan-Kollegiums. Anfang der 1970er Jahre zog er sich aus gesundheitlichen Gründen vom Aikidō und Kendō zurück.